# Производство и распад незнакомых частиц
«Производство и распад незнакомых частиц» (англ. The Outer Limits: Production and Decay of Strange Particles) — телефильм, 30 серия 1 сезона сериала «За гранью возможного» 1963—1965 годов. Режиссёр: Лесли Стивенс. В ролях — Джордж Макриди, Сигне Хассо, Джозеф Раскин, Роберт Фортир, Леонард Нимой.
Эпизод был первым в кинематографе фильмом, в котором было упомянуто понятие квазизвездных объектов (сокращенно — квазары). Первый квазар был обнаружен голландским астрономом Маартеном Шмидтом меньше, чем за год до того, как эта серия «За гранью возможного» была показана по американскому телевидению.

## Вступление
В последние годы ядерные физики обнаружили странный мир субатомных частиц, фрагменты атомов, меньших, чем можно представить в воображении, фрагменты материи, которые не повинуются законам силы тяжести. Антивещество, составленное из вывернутого наизнанку материала; теневая материя, которая может проникнуть через десять миль свинцовой брони. Скрытые глубоко в сердце странных новых элементов тайны — вне человеческих новых осмыслений, новых измерений, миров в пределах миров; неизвестное.

## Сюжет
Экспериментируя на субатомных частицах, команда учёных-физиков начинает реакцию, которая, по-видимому, выходит из-под управления учёных. Странная разумная субстанция поселяется в антирадиационных костюмах, поглощая людей. Поскольку учёные один за другим поглощаются в процессе эксперимента, реакция разрастается к ужасной кульминации и оставшиеся в живых боятся, что они могут быть бессильны остановить её.

## Заключительная фраза
Поскольку человек исследует тайны вселенной, странные и непостижимые силы ждут его там. Станут ли они силами разрушения или силами созидания, в конечном счете зависит от простых, но глубоких человеческих качеств: вдохновения, целостности и мужества.